# Philodromus rufus
Philodromus rufus es una especie de araña cangrejo del género Philodromus, familia Philodromidae. Fue descrita científicamente por Walckenaer en 1826.
Es un cazador activo, no construye redes de pesca pero sí caza al aire libre. A menudo vive en los árboles y puede camuflarse bien cuando se asienta en la corteza. El cuerpo algo plano le permite esconderse debajo de la corteza. La hembra agrega un saco de seda donde pone los huevos y los sostiene hasta que eclosionan.

## Distribución
Esta especie se encuentra en América del Norte, Turquía, Cáucaso, Rusia (de Europa al Lejano Oriente), Kazajistán, Irán, Asia Central, Mongolia, China, Corea y Japón.

## Subespecies
- (Philodromus rufus rufus) Walckenaer, 1826
- Philodromus rufus jenningsi Cutler, 2003
- Philodromus rufus pacificus Banks, 1898
- Philodromus rufus quartus Dondale & Redner, 1968
- Philodromus rufus vibrans Dondale, 1964

## Galería

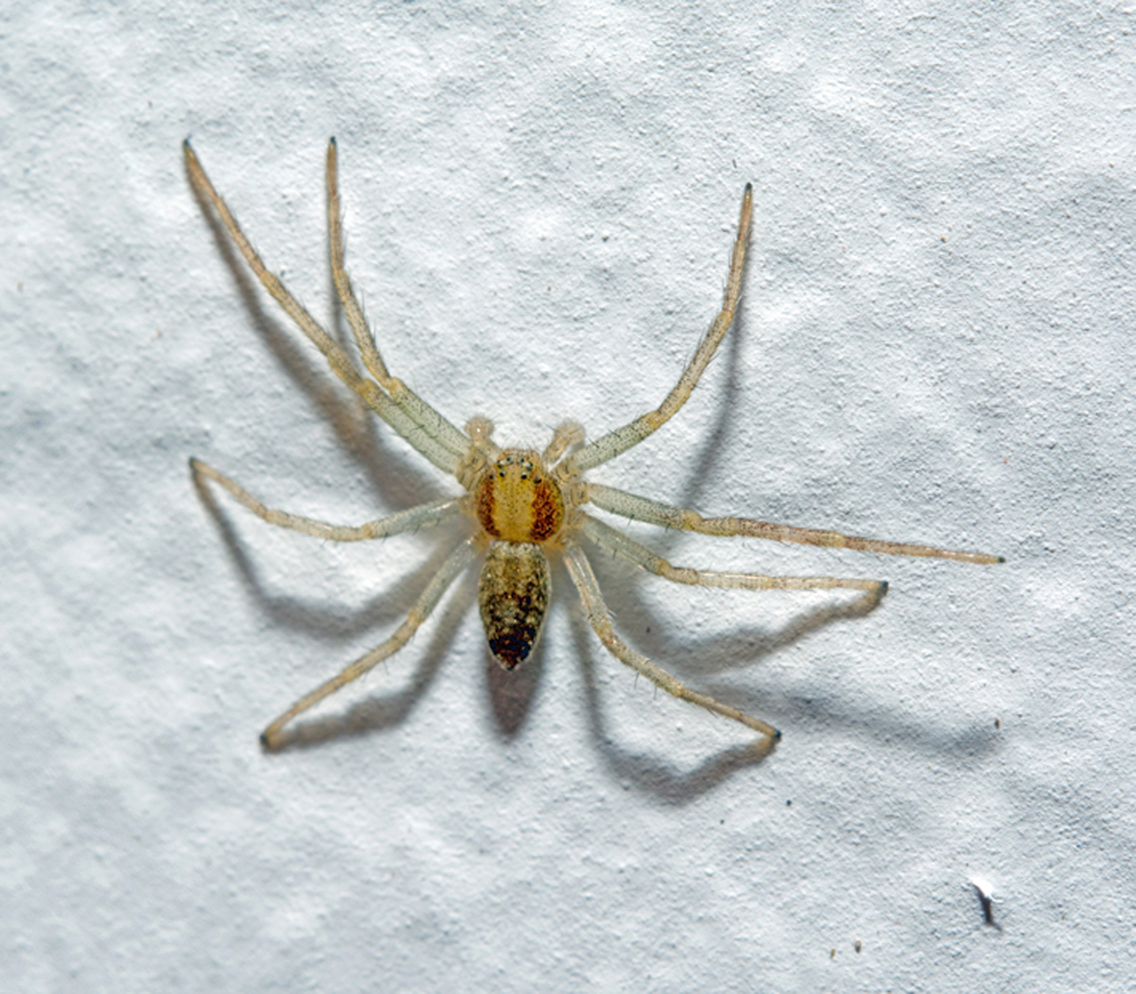
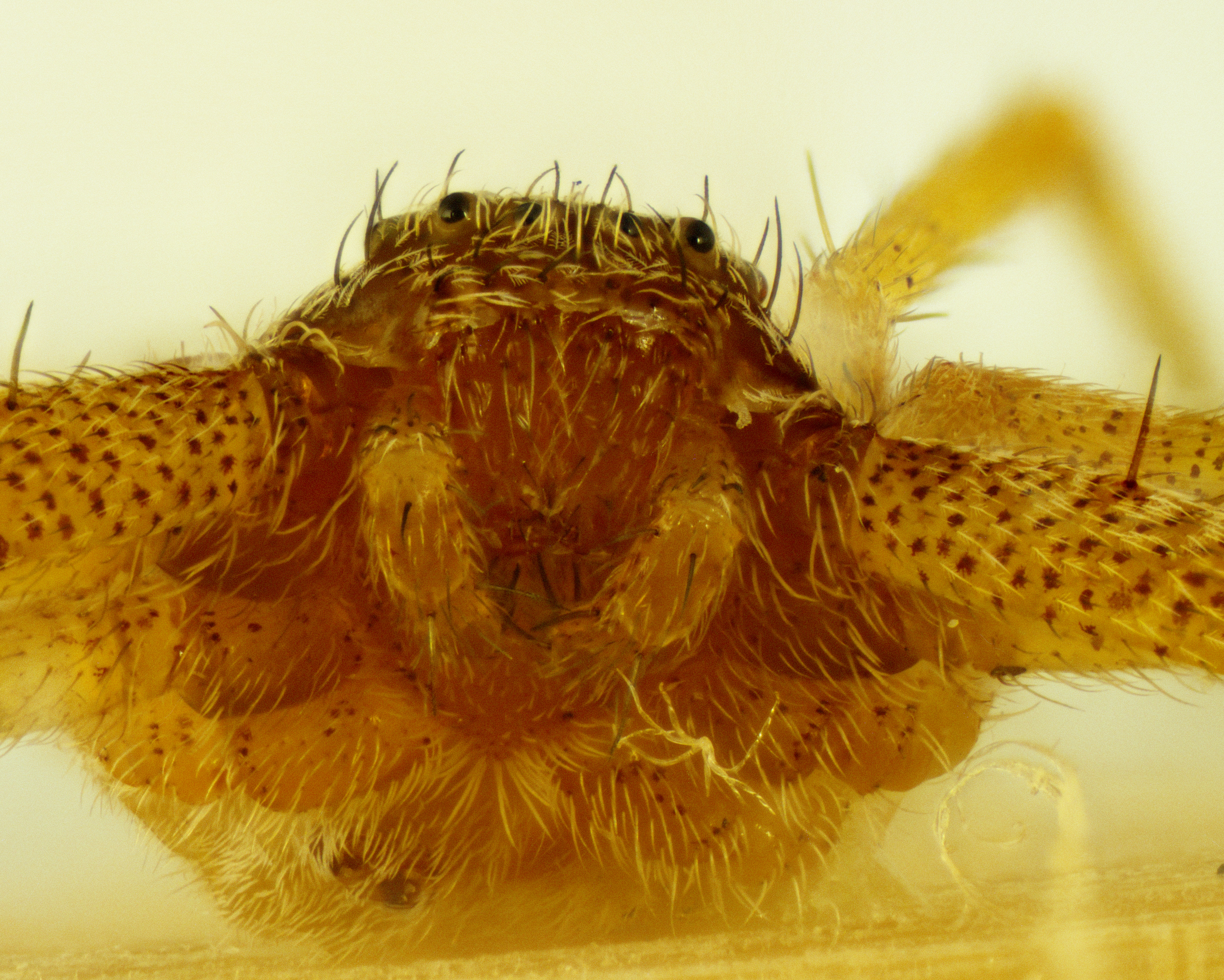
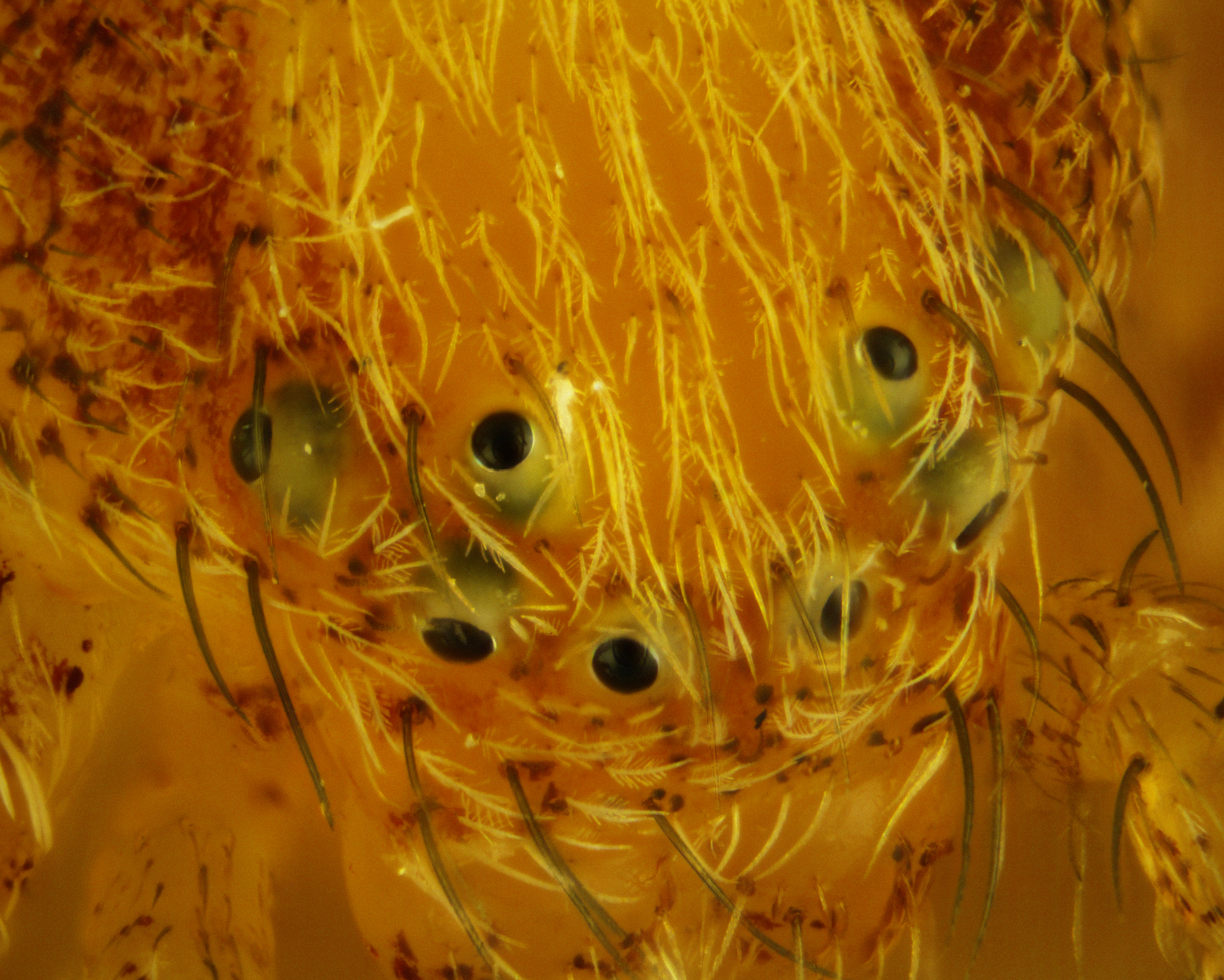
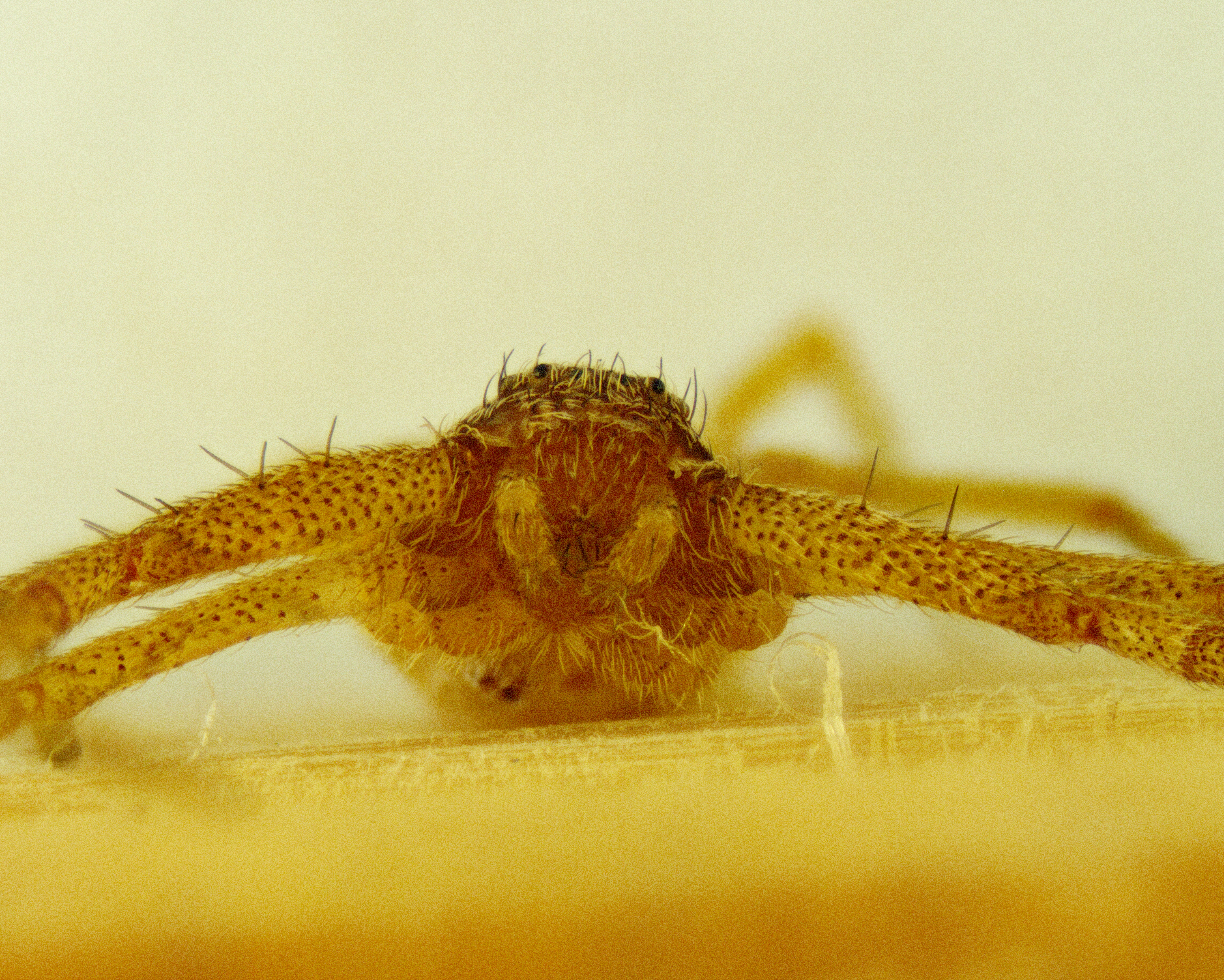
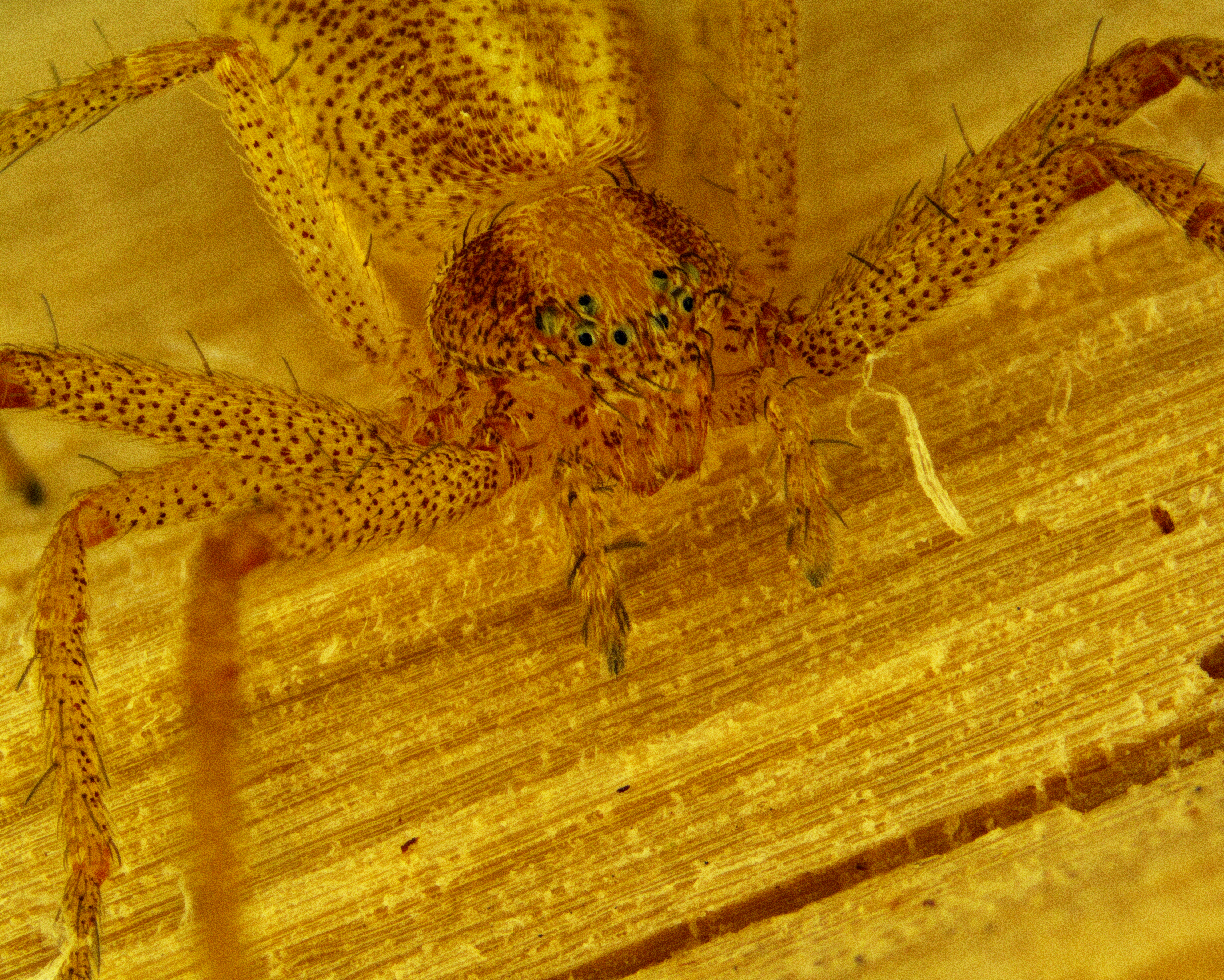
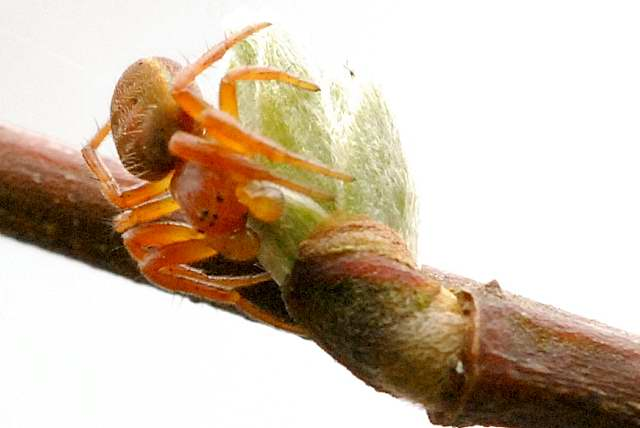

## Lectura
- Haynes, D. L. (1966). "Predatory Behavior of Philodromus Rufus Walckenaer". The Canadian Entomologist. 98 (2): 113–133. doi:10.4039/Ent98113-2.